# Spaltprozesse
Spaltprozesse – Wackersdorf 001 ist ein Dokumentarfilm von den Regisseuren und Produzenten Claus Strigel und Bertram Verhaag aus dem Jahr 1986, der das Leben in der oberpfälzischen Region um die Wiederaufarbeitungsanlage Wackersdorf beschreibt. Spaltprozesse gehört zur Kernkraft-Trilogie mit den Filmen Restrisiko und Das achte Gebot.

## Inhalt und Absichten
Am 4. Februar 1985 wurde bekannt, dass die WAA nach Wackersdorf kommen soll. Spaltprozesse schildert die atompolitischen Absichten und die Gefährdung der Bevölkerung durch radioaktive Schadstoffemissionen und zeigt die ökologische und landschaftliche Zerstörung. Im Vordergrund stehen die bedrohten Menschen in ihren politischen und persönlichen Veränderungsprozessen.
Der Titel „Spaltprozesse“ ist doppeldeutig. Einerseits geht es physikalisch um die Spaltung der Atomkerne, andererseits um die Spaltung der Gesellschaft während der Auseinandersetzungen um die WAA.
Die Filmemacher u. a. Bertram Verhaag interessierte besonders die Frage, was mit einer „obrigkeitshörigen, katholischen Bevölkerung“ passiert, die plötzlich mit so einem WAA-Projekt konfrontiert wurde.
Für den Film wurden Ausschnitte aus Zaunkämpfe (Medienwerkstatt Franken), WAAhnsinn – Der Wackersdorf-Film, Beweissicherungsvideos (Filmstelle PP-Mittelfranken) und Ausschnitte damaliger Berichterstattungen von ARD und ZDF verwendet.

## Personen im Film
Hans Schuierer, Karin Rostek (Mutter), Armin Weiss (Chemiker), Robert Jungk (Zukunftsforscher), Franz Josef Strauß, Helmut Kohl, Friedrich Zimmermann, Gerold Tandler, Heinz Riesenhuber, Irmgard Gietl (Aktivistin), Joseph Höffner (Kardinal), Gerhard Löwenthal (Moderator, ZDF-Magazin), Richard Salzl (Pfarrer), Walter Angebrand (Arzt), Andreas Schlagenhaufer (Pfarrer), Konstantin Wecker (Lied: Der Baum), Rio Reiser (Lied: Der Traum ist aus) u. a.

## Filmvorführung auf dem WAA-Gelände
2024 wurde Spaltprozesse auf dem ehemaligen WAA-Gelände im BMW-Werk gezeigt und Regisseur Bertram Verhaag stellte sich den Fragen der Zuschauer.

## Auszeichnungen
Die Dokumentation wurde mit elf Preisen ausgezeichnet und war der erfolgreichste Dokumentarfilm 1987/88.
- Dokumentarfilmpreis der Stadt München 1987
- Film des Monats, Jury der Evangelischen Filmarbeit 1987
- Preis der Gesellschaft für Medienpädagogik und Kommunikationskultur (GMK) 1987
- Beste journalistische Leistung, Ökomedia 1987
- Förderpreis der Stadt Freiburg 1987
- Förderpreis Internationaler Jugendfilmtest 1987
- Preis der deutschen Filmkritik, Duisburger Filmwoche 1987
- Silberne Taube, 30. Internationale Leipziger Dokumentar- und Kurzfilmwoche 1987
- Summa cum laude, Goldmedaille, Medicinale International Parma, 1987
- Deutscher Jugend-Video-Preis 1987
- Bester Dokumentarfilm 1987, Leserjury epd Film
- Prädikat wertvoll, Deutsche Film- und Medienbewertung (FBW)[9]